# Wereldkampioenschap ijshockey mannen 2008
Het wereldkampioenschap ijshockey in 2008 voor A-landen werd van 2 tot en met 18 mei gehouden in Canada in de steden Quebec en Halifax. Het was de 72e editie. De kampioenschappen in de divisies I, II en III werden elders gehouden.
Canada is de titelverdediger en voert met 24 titels de ranglijst aller tijden aan. Het land was voor het eerst gastheer.
Rusland werd voor de tweede maal sinds 1993 wereldkampioen. In de finale werd Canada verslagen; uitslag 5-4 OT (1-3,1-1,2-0,1-0).

## A-landen
Frankrijk en Slovenië promoveerden vorig jaar vanuit de Divisie I naar de A-groep.

### Eerste ronde
De beste drie uit elke groep plaatsen zich voor de tweede ronde. De nummers vier gaan naar de verliezersronde.

#### Groep A
| # | Land        | Wedstrijden | Wedstrijden | Wedstrijden | Wedstrijden | Wedstrijden | Doelpunten | Doelpunten | Doelpunten | Punten |
| # | Land        | G           | W           | OTW         | OTV         | V           | V          | T          | Saldo      | Punten |
| - | ----------- | ----------- | ----------- | ----------- | ----------- | ----------- | ---------- | ---------- | ---------- | ------ |
| 1 | Zwitserland | 3           | 3           | 0           | 0           | 0           | 10         | 4          | 6          | 9      |
| 2 | Zweden      | 3           | 2           | 0           | 0           | 1           | 17         | 9          | 8          | 6      |
| 3 | Wit-Rusland | 3           | 1           | 0           | 0           | 2           | 9          | 9          | 0          | 3      |
| 4 | Frankrijk   | 3           | 0           | 0           | 0           | 3           | 2          | 16         | -14        | 0      |

| Datum | wedstrijd                 | Uitslag |
| ----- | ------------------------- | ------- |
| 3 mei | Wit-Rusland - Zweden      | 5 - 6   |
| 3 mei | Zwitserland - Frankrijk   | 4 - 1   |
| 5 mei | Zwitserland - Wit-Rusland | 2 - 1   |
| 5 mei | Zweden - Frankrijk        | 9 - 0   |
| 7 mei | Zweden - Zwitserland      | 2 - 4   |
| 7 mei | Frankrijk - Wit-Rusland   | 1 - 3   |

#### Groep B
| # | Land             | Wedstrijden | Wedstrijden | Wedstrijden | Wedstrijden | Wedstrijden | Doelpunten | Doelpunten | Doelpunten | Punten |
| # | Land             | G           | W           | OTW         | OTV         | V           | V          | T          | Saldo      | Punten |
| - | ---------------- | ----------- | ----------- | ----------- | ----------- | ----------- | ---------- | ---------- | ---------- | ------ |
| 1 | Canada           | 3           | 3           | 0           | 0           | 0           | 17         | 5          | 12         | 9      |
| 2 | Verenigde Staten | 3           | 2           | 0           | 0           | 1           | 13         | 6          | 7          | 6      |
| 3 | Letland          | 3           | 1           | 0           | 0           | 2           | 3          | 11         | -8         | 3      |
| 4 | Slovenië         | 3           | 0           | 0           | 0           | 3           | 2          | 13         | -11        | 0      |

| Datum | Wedstrijd                   | Uitslag |
| ----- | --------------------------- | ------- |
| 2 mei | Canada - Slovenië           | 5 - 1   |
| 2 mei | Verenigde Staten - Letland  | 4 - 0   |
| 4 mei | Letland - Canada            | 0 - 7   |
| 4 mei | Verenigde Staten - Slovenië | 5 - 1   |
| 6 mei | Canada - Verenigde Staten   | 5 - 4   |
| 6 mei | Slovenië - Letland          | 0 - 3   |

#### Groep C
| # | Land      | Wedstrijden | Wedstrijden | Wedstrijden | Wedstrijden | Wedstrijden | Doelpunten | Doelpunten | Doelpunten | Punten |
| # | Land      | G           | W           | OTW         | OTV         | V           | V          | T          | Saldo      | Punten |
| - | --------- | ----------- | ----------- | ----------- | ----------- | ----------- | ---------- | ---------- | ---------- | ------ |
| 1 | Finland   | 3           | 2           | 1           | 0           | 0           | 11         | 5          | 6          | 8      |
| 2 | Noorwegen | 3           | 1           | 0           | 1           | 1           | 6          | 10         | -4         | 4      |
| 3 | Duitsland | 3           | 1           | 0           | 0           | 2           | 7          | 10         | -3         | 3      |
| 4 | Slowakije | 3           | 1           | 0           | 0           | 2           | 9          | 8          | 1          | 3      |

| Datum | wedstrijd             | Uitslag  |
| ----- | --------------------- | -------- |
| 3 mei | Duitsland - Finland   | 1 - 5    |
| 3 mei | Slowakije - Noorwegen | 5 - 1    |
| 5 mei | Finland - Noorwegen   | 3 - 2 OT |
| 5 mei | Slowakije - Duitsland | 2 - 4    |
| 7 mei | Finland - Slowakije   | 3 - 2    |
| 7 mei | Noorwegen - Duitsland | 3 - 2    |

#### Groep D
| # | Land       | Wedstrijden | Wedstrijden | Wedstrijden | Wedstrijden | Wedstrijden | Doelpunten | Doelpunten | Doelpunten | Punten |
| # | Land       | G           | W           | OTW         | OTV         | V           | V          | T          | Saldo      | Punten |
| - | ---------- | ----------- | ----------- | ----------- | ----------- | ----------- | ---------- | ---------- | ---------- | ------ |
| 1 | Rusland    | 3           | 2           | 1           | 0           | 0           | 16         | 6          | 10         | 8      |
| 2 | Tsjechië   | 3           | 2           | 0           | 1           | 0           | 16         | 9          | 7          | 7      |
| 3 | Denemarken | 3           | 1           | 0           | 0           | 2           | 9          | 11         | -2         | 3      |
| 4 | Italië     | 3           | 0           | 0           | 0           | 3           | 5          | 20         | -15        | 0      |

| Datum | Wedstrijd             | Uitslag  |
| ----- | --------------------- | -------- |
| 2 mei | Denemarken - Tsjechië | 2 - 5    |
| 2 mei | Rusland - Italië      | 7 - 1    |
| 4 mei | Tsjechië - Rusland    | 4 - 5 OT |
| 4 mei | Italië - Denemarken   | 2 - 6    |
| 6 mei | Rusland - Denemarken  | 4 - 1    |
| 6 mei | Tsjechië - Italië     | 7 - 2    |

### Tweede ronde
De nummers 1, 2 en 3 uit de groepen A en B spelen in groep E.
De nummers 1, 2 en 3 uit de groepen C en D spelen in groep F.
De onderlinge resultaten uit de eerste ronde worden meegenomen.
De beste vier teams gaan door naar de kwartfinale.

#### Groep E
| # | Land        | Wedstrijden | Wedstrijden | Wedstrijden | Wedstrijden | Wedstrijden | Doelpunten | Doelpunten | Doelpunten | Punten |
| # | Land        | G           | W           | OTW         | OTV         | V           | V          | T          | Saldo      | Punten |
| - | ----------- | ----------- | ----------- | ----------- | ----------- | ----------- | ---------- | ---------- | ---------- | ------ |
| 1 | Rusland     | 5           | 3           | 2           | 0           | 0           | 21         | 13         | 8          | 13     |
| 2 | Tsjechië    | 5           | 2           | 1           | 1           | 1           | 20         | 14         | 6          | 9      |
| 3 | Zweden      | 5           | 3           | 0           | 0           | 2           | 23         | 16         | 7          | 9      |
| 4 | Zwitserland | 5           | 3           | 0           | 0           | 2           | 16         | 15         | 1          | 9      |
| 5 | Wit-Rusland | 5           | 0           | 0           | 3           | 2           | 13         | 18         | -5         | 3      |
| 6 | Denemarken  | 5           | 0           | 1           | 0           | 4           | 9          | 26         | -17        | 2      |

| Datum  | Wedstrijd                | Uitslag  |
| ------ | ------------------------ | -------- |
| 8 mei  | Zweden - Denemarken      | 8 - 1    |
| 8 mei  | Zwitserland - Tsjechië   | 0 - 5    |
| 9 mei  | Rusland - Wit-Rusland    | 4 - 3 OT |
| 10 mei | Tsjechië - Wit-Rusland   | 3 - 2 OT |
| 10 mei | Rusland - Zweden         | 3 - 2    |
| 11 mei | Denemarken - Zwitserland | 2 - 7    |
| 11 mei | Zweden - Tsjechië        | 5 - 3    |
| 12 mei | Zwitserland - Rusland    | 3 - 5    |
| 12 mei | Wit-Rusland - Denemarken | 2 - 3 OT |

#### Groep F
| # | Land             | Wedstrijden | Wedstrijden | Wedstrijden | Wedstrijden | Wedstrijden | Doelpunten | Doelpunten | Doelpunten | Punten |
| # | Land             | G           | W           | OTW         | OTV         | V           | V          | T          | Saldo      | Punten |
| - | ---------------- | ----------- | ----------- | ----------- | ----------- | ----------- | ---------- | ---------- | ---------- | ------ |
| 1 | Canada           | 5           | 5           | 0           | 0           | 0           | 30         | 9          | 21         | 15     |
| 2 | Finland          | 5           | 3           | 1           | 0           | 1           | 16         | 12         | 4          | 11     |
| 3 | Verenigde Staten | 5           | 3           | 0           | 0           | 2           | 25         | 13         | 12         | 6      |
| 4 | Noorwegen        | 5           | 1           | 0           | 1           | 3           | 8          | 20         | -12        | 4      |
| 5 | Duitsland        | 5           | 1           | 0           | 0           | 4           | 13         | 27         | -14        | 3      |
| 6 | Letland          | 5           | 1           | 0           | 0           | 4           | 8          | 19         | -11        | 3      |

| Datum  | Wedstrijd                    | Uitslag |
| ------ | ---------------------------- | ------- |
| 8 mei  | Canada - Noorwegen           | 2 - 1   |
| 8 mei  | Verenigde Staten - Duitsland | 6 - 4   |
| 9 mei  | Finland - Letland            | 2 - 1   |
| 10 mei | Duitsland - Canada           | 1 - 10  |
| 11 mei | Noorwegen - Letland          | 1 - 4   |
| 11 mei | Finland - Verenigde Staten   | 3 - 2   |
| 12 mei | Verenigde Staten - Noorwegen | 9 - 1   |
| 12 mei | Canada - Finland             | 6 - 3   |
| 12 mei | Letland - Duitsland          | 3 - 5   |

### Eindronde
|  | kwartfinale      | kwartfinale |         |   | halve finale | halve finale |   |  | finale | finale |
|  |                  |             |         |   |              |              |   |  |        |        |
|  | 14 mei           |             |         |   |              |              |   |  |        |        |
|  |                  |             |         |   |              |              |   |  |        |        |
|  | Rusland          | 6           |         |   |              |              |   |  |        |        |
|  | Rusland          | 6           | 16 mei  |   |              |              |   |  |        |        |
|  | Zwitserland      | 0           |         |   |              |              |   |  |        |        |
|  | Zwitserland      | 0           | Rusland | 4 |              |              |   |  |        |        |
|  | 14 mei           |             | Rusland | 4 |              |              |   |  |        |        |
|  |                  | Finland     | 0       |   |              |              |   |  |        |        |
|  | Verenigde Staten | Finland     | 0       | 2 |              |              |   |  |        |        |
|  | Verenigde Staten |             | 18 mei  | 2 |              |              |   |  |        |        |
|  | Finland          | 3           |         |   |              |              |   |  |        |        |
|  | Finland          | 3           | Rusland | 5 |              |              |   |  |        |        |
|  | 14 mei           |             | Rusland | 5 |              |              |   |  |        |        |
|  |                  | Canada      | 4       |   |              |              |   |  |        |        |
|  | Tsjechië         | Canada      | 4       | 2 |              |              |   |  |        |        |
|  | Tsjechië         | 16 mei      |         | 2 |              |              |   |  |        |        |
|  | Zweden           | 3           |         |   |              |              |   |  |        |        |
|  | Zweden           | 3           | Zweden  | 4 | derde plaats | derde plaats |   |  |        |        |
|  | 14 mei           |             | Zweden  | 4 | derde plaats | derde plaats |   |  |        |        |
|  |                  | Canada      | 5       |   | 17 mei       | 17 mei       |   |  |        |        |
|  | Noorwegen        | Canada      | 5       | 2 | 17 mei       | 17 mei       |   |  |        |        |
|  | Noorwegen        |             |         |   |              | Finland      | 4 |  |        |        |
|  | Canada           | 8           |         |   |              | Finland      | 4 |  |        |        |
|  | Canada           | 8           | Zweden  | 0 |              |              |   |  |        |        |
|  |                  |             | Zweden  | 0 |              |              |   |  |        |        |

### Verliezersronde
De vier nummers vier uit de eerste ronde spelen in de verliezersronde, om te bepalen welke twee landen degraderen naar Divisie I.
De vier teams zijn verdeeld over twee groepen, die ieder een best-of-three reeks spelen.

#### Groep G
Serie G1
| Datum  | Wedstrijd          | Uitslag |
| ------ | ------------------ | ------- |
| 9 mei  | Frankrijk - Italië | 3 - 2   |
| 10 mei | Italië - Frankrijk | 4 - 6   |

Serie G2
| Datum  | Wedstrijd            | Uitslag  |
| ------ | -------------------- | -------- |
| 9 mei  | Slovenië - Slowakije | 1 - 5    |
| 10 mei | Slowakije - Slovenië | 4 - 3 OT |

Italië en Slovenië degraderen naar de Divisie I.

### Eindrangschikking
Eindrangschikking van het toernooi volgens de IIHF.
| #      | Land             |
| ------ | ---------------- |
| Goud   | Rusland          |
| Zilver | Canada           |
| Brons  | Finland          |
| 4      | Zweden           |
| 5      | Tsjechië         |
| 6      | Verenigde Staten |
| 7      | Zwitserland      |
| 8      | Noorwegen        |
| 9      | Wit-Rusland      |
| 10     | Duitsland        |
| 11     | Letland          |
| 12     | Denemarken       |
| 13     | Slowakije        |
| 14     | Frankrijk        |
| 15     | Slovenië         |
| 16     | Italië           |

## Divisie I
De landen uit de Divisie I zijn in twee groepen van zes landen verdeeld. In elke groep wordt een halve competitie gespeeld en de winnaar promoveert en de laatste degradeert.

#### Groep A
Het toernooi werd gespeeld van 13 tot en met 19 april in het Oostenrijkse Innsbruck.
| # | Land                | Wedstrijden | Wedstrijden | Wedstrijden | Wedstrijden | Wedstrijden | Doelpunten | Doelpunten | Doelpunten | Punten |
| # | Land                | G           | W           | OTW         | OTV         | V           | V          | T          | Saldo      | Punten |
| - | ------------------- | ----------- | ----------- | ----------- | ----------- | ----------- | ---------- | ---------- | ---------- | ------ |
| 1 | Oostenrijk          | 5           | 5           | 0           | 0           | 0           | 34         | 12         | 22         | 15     |
| 2 | Kazachstan          | 5           | 3           | 1           | 0           | 1           | 21         | 12         | 9          | 11     |
| 3 | Polen               | 5           | 2           | 1           | 1           | 1           | 19         | 17         | 2          | 9      |
| 4 | Verenigd Koninkrijk | 5           | 2           | 0           | 1           | 2           | 19         | 17         | 2          | 7      |
| 5 | Nederland           | 5           | 0           | 1           | 0           | 4           | 15         | 30         | -15        | 2      |
| 6 | Zuid-Korea          | 5           | 0           | 0           | 1           | 4           | 8          | 27         | -19        | 1      |

Oostenrijk promoveert naar de A-groep en Zuid-Korea degradeert naar Divisie II.

##### Organisatie
De organisatie van poule A in Innsbruck (Oostenrijk) ontving in 2007 een subsidie van € 50.000 vanuit de federale overheid van Oostenrijk, in het kader van een subsidieregeling voor grote sportevenementen.

#### Groep B
Het toernooi werd gespeeld van 13 tot en met 19 april in het Japanse Sapporo.
| # | Land      | Wedstrijden | Wedstrijden | Wedstrijden | Wedstrijden | Wedstrijden | Doelpunten | Doelpunten | Doelpunten | Punten |
| # | Land      | G           | W           | OTW         | OTV         | V           | V          | T          | Saldo      | Punten |
| - | --------- | ----------- | ----------- | ----------- | ----------- | ----------- | ---------- | ---------- | ---------- | ------ |
| 1 | Hongarije | 5           | 5           | 0           | 0           | 0           | 22         | 7          | 15         | 15     |
| 2 | Oekraïne  | 5           | 3           | 1           | 0           | 1           | 18         | 8          | 10         | 11     |
| 3 | Japan     | 5           | 3           | 0           | 1           | 1           | 19         | 10         | 9          | 10     |
| 4 | Litouwen  | 5           | 2           | 0           | 0           | 3           | 9          | 21         | -12        | 6      |
| 5 | Kroatië   | 5           | 0           | 1           | 0           | 4           | 5          | 15         | -10        | 2      |
| 6 | Estland   | 5           | 0           | 0           | 1           | 4           | 9          | 21         | -12        | 1      |

Hongarije promoveert naar de A-groep en Estland degradeert naar Divisie II.

## Divisie II
De landen uit de Divisie II zijn in twee groepen van zes landen verdeeld. In elke groep wordt een halve competitie gespeeld en de winnaar promoveert en de laatste degradeert.

#### Groep A
Het toernooi werd gespeeld van 7 tot en met 13 april in het Roemeense Miercurea-Ciuc.
| # | Land      | Wedstrijden | Wedstrijden | Wedstrijden | Wedstrijden | Wedstrijden | Doelpunten | Doelpunten | Doelpunten | Punten |
| # | Land      | G           | W           | OTW         | OTV         | V           | V          | T          | Saldo      | Punten |
| - | --------- | ----------- | ----------- | ----------- | ----------- | ----------- | ---------- | ---------- | ---------- | ------ |
| 1 | Roemenië  | 5           | 5           | 0           | 0           | 0           | 65         | 2          | 63         | 15     |
| 2 | België    | 5           | 3           | 1           | 0           | 1           | 29         | 14         | 15         | 11     |
| 3 | Servië    | 5           | 3           | 0           | 1           | 1           | 32         | 19         | 31         | 10     |
| 4 | Israël    | 5           | 1           | 1           | 0           | 3           | 16         | 28         | -12        | 5      |
| 5 | Bulgarije | 5           | 1           | 0           | 1           | 3           | 14         | 44         | -30        | 4      |
| 6 | Ierland   | 5           | 0           | 0           | 0           | 5           | 8          | 57         | -49        | 0      |

Roemenië promoveert naar Divisie II en Ierland degradeert naar Divisie III.

#### Groep B
Het toernooi werd gespeeld van 7 tot en met 13 april in het Australische Newcastle.
| # | Land          | Wedstrijden | Wedstrijden | Wedstrijden | Wedstrijden | Wedstrijden | Doelpunten | Doelpunten | Doelpunten | Punten |
| # | Land          | G           | W           | OTW         | OTV         | V           | V          | T          | Saldo      | Punten |
| - | ------------- | ----------- | ----------- | ----------- | ----------- | ----------- | ---------- | ---------- | ---------- | ------ |
| 1 | Australië     | 5           | 5           | 0           | 0           | 0           | 20         | 6          | 14         | 15     |
| 2 | China         | 5           | 2           | 2           | 0           | 1           | 21         | 14         | 7          | 10     |
| 3 | Spanje        | 5           | 3           | 0           | 1           | 1           | 20         | 19         | 1          | 10     |
| 4 | Mexico        | 5           | 2           | 0           | 0           | 3           | 14         | 20         | -6         | 6      |
| 5 | IJsland       | 5           | 1           | 0           | 1           | 3           | 17         | 21         | -4         | 4      |
| 6 | Nieuw-Zeeland | 5           | 0           | 0           | 0           | 5           | 11         | 23         | -12        | 0      |

Australië promoveert naar Divisie I en Nieuw-Zeeland degradeert naar Divisie III.

## Divisie III
Ten opzichte van de vorige editie doen Griekenland en Bosnië-Herzegovina mee. Hierdoor is besloten om eerst een kwalificatie te spelen tussen deze twee teams en Armenië, dat zich vorig jaar terugtrok. De winnaar van deze voorronde speelt samen met de vijf andere landen uit Divisie III om de titel in deze Divisie en de promotiemogelijkheid naar de Divisie II.

### Divisie III kwalificatie
Het toernooi werd gespeeld van 15 tot en met 17 februari in het Sarajevo (Bosnië en Herzegovina).
| # | Land                  | Wedstrijden | Wedstrijden | Wedstrijden | Wedstrijden | Wedstrijden | Doelpunten | Doelpunten | Doelpunten | Punten |
| # | Land                  | G           | W           | OTW         | OTV         | V           | V          | T          | Saldo      | Punten |
| - | --------------------- | ----------- | ----------- | ----------- | ----------- | ----------- | ---------- | ---------- | ---------- | ------ |
| 1 | Griekenland           | 2           | 2           | 0           | 0           | 0           | 15         | 1          | 14         | 6      |
| 2 | Bosnië en Herzegovina | 2           | 1           | 0           | 0           | 1           | 6          | 10         | -4         | 3      |
| 3 | Armenië               | 2           | 0           | 0           | 0           | 2           | 0          | 10         | -10        | 0      |

Griekenland doet mee in het kampioenschap van Divisie III.

### Divisie III
Het toernooi werd gespeeld van 31 maart tot en met 6 april in het Luxemburgse Luxemburg.
| # | Land        | Wedstrijden | Wedstrijden | Wedstrijden | Wedstrijden | Wedstrijden | Doelpunten | Doelpunten | Doelpunten | Punten |
| # | Land        | G           | W           | OTW         | OTV         | V           | V          | T          | Saldo      | Punten |
| - | ----------- | ----------- | ----------- | ----------- | ----------- | ----------- | ---------- | ---------- | ---------- | ------ |
| 1 | Noord-Korea | 5           | 5           | 0           | 0           | 0           | 40         | 6          | 32         | 15     |
| 2 | Zuid-Afrika | 5           | 4           | 0           | 0           | 1           | 29         | 16         | 13         | 12     |
| 3 | Luxemburg   | 5           | 1           | 2           | 0           | 2           | 22         | 13         | 9          | 7      |
| 4 | Turkije     | 5           | 2           | 0           | 1           | 2           | 27         | 24         | 3          | 7      |
| 5 | Griekenland | 5           | 1           | 0           | 1           | 3           | 17         | 28         | -11        | 4      |
| 6 | Mongolië    | 5           | 0           | 0           | 0           | 5           | 11         | 59         | -48        | 0      |

Noord-Korea en Zuid-Afrika promoveren naar Divisie II.